# 대산공용정류장
대산공용정류장(大山公用停留場)은 전북특별자치도 고창군 대산면 대성로 234 (산정리)에 위치한 종합버스터미널이다.

## 운행 노선

### 시외버스
| 방면        | 행선지     |
| ----------- | ---------- |
| 호남권 방면 | 목포, 전주 |

## 같이 보기
- 고창시외버스터미널